# بنیاد فرهنگی فنلاند
بنیاد فرهنگی فنلاند (به فنلاندی: Suomen Kulttuurirahasto) یک بنیاد غیرانتفاعی خصوصی واقع در محله کامپی در هلسینکی است که مشخصا برای تبین و ترویج علم و دانش و فرهنگ کشور فنلاند کار می‌کند. کمک‌های سال ۲۰۱۳ این مجموعه حدود ۳۰ میلیون یورو بوده است. دارایی این بنیاد در حال حاضر حدود ۱٫۱ میلیارد یورو است که آن را به یکی از بزرگ‌ترین بنیادهای خصوصی فرهنگی در اروپا تبدیل کرده است.
بنیاد فرهنگی فنلاند در تمام ۱۷ منطقه فنلاند دفتر و فعالیت کلان دارد. از سال ۱۹۳۹ این بنیاد برای ایجاد تعادل در زندگی فرهنگی فنلاندی‌ها تأسیس شد زیرا مردم سوئدی زبان فنلاند، خود آکادمی و بنیاد مشابه را داشتند.